# Toni Halliday
Antoinette "Toni" Halliday (Londres, Inglaterra; 5 de julio de 1964) es una cantante y guitarrista británica, popular por su trabajo con la banda de rock alternativo Curve, junto al multiinstrumentista Dean Garcia. También hizo parte de las bandas Photofitz, The Uncles, State of Play y Scylla. Ha colaborado con artistas como Robert Plant, Recoil, The Future Sound of London, Leftfield, Paul van Dyk, Freaky Chakra, DJ? Acucrack, Headcase, The Killers, Acid Android y Orbital.

## Discografía

### State of Play
- Balancing the Scales (1986)

### Toni Halliday

#### Estudio
- Hearts and Handshakes (1989)
- For Tomorrow's Sorrows (2005, no publicado)

#### Sencillos
- "Weekday"
- "Love Attraction"
- "Time Turns Around"
- "Woman in Mind"

### Curve
- Pubic Fruit (1992)
- Doppelgänger (1992)
- Radio Sessions (1993)
- Cuckoo (1994)
- Come Clean (1998)
- Open Day at the Hate Fest (2001)
- Gift (2001)
- The New Adventures of Curve (2002)
- The Way of Curve (2004)
- Rare and Unreleased (2010)

### Scylla
- Demos (2007)

### Chatelaine
- Take a Line For a Walk (2010)